# Унь (посёлок)
Унь — посёлок в Шалинском районе Свердловской области России. Входит в Шалинский муниципальный округ.
Ранее посёлок входил в состав Колпаковского сельсовета Шалинского района.

## География
Посёлок Унь расположен в 38 километрах к северу от посёлка Шаля (в 48 километрах по автодороге), в лесной местности, на водоразделе рек Сылвы и Чусовой. В посёлке расположен остановочный пункт Унь (до 2013 г. — станция) Свердловской железной дороги.

## История
Посёлок возник как староверческий скит. Получил развитие в связи со строительством железной дороги (1915—1916). Название посёлок получил по реке Унь, происхождение названия восходит к мансийскому «Овынг» — быстрый.

## Население
| 2002 | 2010 | 2021 |
| ---- | ---- | ---- |
| 243  | ↘187 | ↘121 |